# Megalopyge lapena
Megalopyge lapena is een vlinder uit de familie van de Megalopygidae. De wetenschappelijke naam van de soort is voor het eerst geldig gepubliceerd in 1896 door Schaus.